# 白家店站
白家店站是一个京沪线上的铁路车站，位于山东省兖州市白家店村，建于1943年，目前为四等站，邮政编码为272012。目前客运：办理旅客乘降；不办理行李、包裹托运；不办理货运营业。